# Pokrajina Grosseto
Pokrajina Grosseto (v italijanskem izvirniku Provincia di Grosseto, izg. Provinča di Groseto) je ena od desetih pokrajin, ki sestavljajo italijansko deželo Toskana. Zavzema ves južni del dežele in Toskansko otočje. Meji na severu s pokrajinama Pisa in Siena, na vzhodu s pokrajino Siena in z deželo Lacij, na jugu z deželo Lacij in s Tirenskim morjem in na zahodu s Tirenskim morjem in s pokrajino Livorno.

## Večje občine
Glavno mesto je Grosseto, ostale večje občine so (podatki 31.12.2006):
| Mesto            | Prebivalcev |
| ---------------- | ----------- |
| Grosseto         | 79.589      |
| Follonica        | 21.761      |
| Monte Argentario | 13.062      |
| Orbetello        | 14.978      |
| Roccastrada      | 9.302       |
| Massa Marittima  | 8.805       |

## Naravne zanimivosti
Najvišja gora v pokrajini, Amiata (1738 m), je ugasli ognjenik, ki je baje prenehal bruhati okoli 700.000 let od tega. V raznih krajih pokrajine so izviri žveplenih toplic, ki opozarjajo na podtalno prisotnost magme. Kljub temu je pokrajina uvrščena med popolnoma asismična italijanska področja, se pravi področja izven vsake potresne nevarnosti: izvedenci so namreč mnenja, da je povratek vulkanske dejavnosti nemogoč.
- Narodni park Arcipelago Toscano (Parco nazionale dell' Arcipelago Toscano)
- Krajinski park Maremma (Parco naturale della Maremma)
- Krajinski park Montioni (Parco interprovinciale di Montioni)
- Naravni rezervat Laguna di Orbetello (Riserva naturale Laguna di Orbetello)
- Naravni rezervat Lago di Burano (Riserva naturale Lago di Burano)
- Naravni rezervat Scarlino (Riserva naturale Scarlino)
- Naravni rezervat Belagaio (Riserva naturale Belagaio)
- Naravni rezervat Duna Feniglia (Riserva naturale Duna Feniglia)
- Naravni rezervat Basso Merse (Riserva naturale Basso Merse)
- Naravni rezervat Cornate e Fosini (Riserva naturale Cornate e Fosini)
- Naravni rezervat Farma (Riserva naturale Farma)
- Naravni rezervat La Pietra (Riserva naturale La Pietra)
- Naravni rezervat Monte Penna (Riserva naturale Monte Penna)
- Naravni rezervat Rocconi (Riserva naturale Rocconi)
- Naravni rezervat Monte Labbro (Riserva naturale Monte Labbro)
- Naravni rezervat Pescinello (Riserva naturale Pescinello)
- Naravni rezervat Poggio all'Olmo (Riserva naturale Poggio all'Olmo)
- Naravni rezervat Bosco della SS. Trinità (Riserva naturale provinciale Bosco della SS. Trinità)
- Mokrišče Diaccia Botrona (Riserva naturale Diaccia Botrona)
- Mokrišče Montauto (Riserva naturale Montauto)

## Zgodovinske zanimivosti
Ker je v nižinskih predelih pokrajine v srednjem veku obstajala stalna nevarnost okužitve z malarijo, se je ljudstvo normalno selilo vsako poletje na višja področja; nekateri so se na gričih tudi stalno naselili, a večina se je vračala v dolino, predvsem meščani. Vsakoletno preseljevanje je močno oviralo razvoj mest. Za časa avstrijske nadvlade (1737 - 1859) je Franc I. Štefan Lotarinški leta 1766 priznal pokrajini upravno samostojnost, zaradi česar so bili ustanovljeni razni uradi, ki so morali seveda delovati kljub neugodnim pogojem. Zato je bil leta 1780 izdan poseben zakon, imenovan estatatura (it. estate = poletje), ki je predvideval letno preselitev celotne administracije iz glavnega mesta Grosseta v druge kraje. Sprva so si razni uradi izbrali poletne sedeže v raznih mestih, končno pa je bilo uradno imenovano mesto Scansano za "drugo glavno mesto" pokrajine. Po zedinjenju Italije je državna oblast večkrat skušala ta zakon odpraviti, toda uradnike, ki so zaradi tega ostajali čez poletje v nižini, je redno napadala malarija. Kljub temu je bila leta 1897 estatatura odpravljena. Ljudstvo se je sicer še vedno selilo, a glavno mesto z vso uradno pokrajinsko upravo je ostalo le Grosseto. Poletno preseljevanje prebivalstva je trajalo vse do popolne izsušitve maremanskega barja v prvi polovici dvajsetega stoletja, ko se ni bilo več bati malarije.